# The Complete Collection

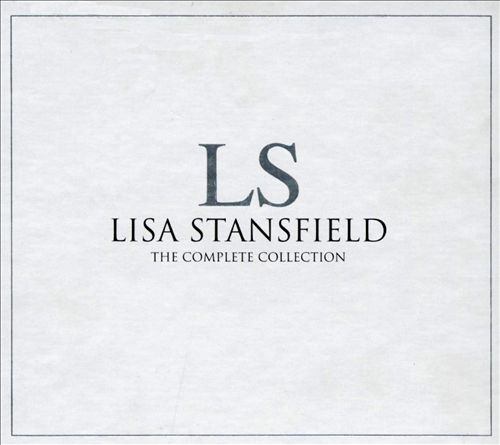
Esta é a capa do álbum de Lisa Stansfield.

The Complete Collection é um box com os 5 primeiros álbuns de estúdio da cantora britanica: Lisa Stansfield.

## Faixas
1. This Is the Right Time
2. Mighty Love
3. Sincerity
4. The Love in Me
5. All Around the World
6. What Did I Do to You? [7" Version]
7. Live Together
8. You Can't Deny It [U.S. Version]
9. Poison
10. When Are You Coming Back?
11. Affection
12. Wake Up Baby
13. The Way You Want It
14. People Hold On [Single Mix] [*] (with Coldcut)
15. My Apple Heart [*]
16. Lay Me Down [*]
17. Something's Happenin' [*]
18. Change
19. Real Love
20. Set Your Loving Free
21. I Will Be Waiting
22. All Woman
23. Soul Deep
24. Make Love to Ya
25. Time to Make You Mine
26. Symptoms of Loneliness and Heartache
27. It's Got to Be Real
28. First Joy
29. Tenderly
30. A Little More Love
31. Whenever You're Gone [*]
32. Everything Will Get Better [*]
33. Change [Frankie Knuckles Remix] [*]
34. So Natural
35. Never Set Me Free
36. I Give You Everything
37. Marvellous and Mine
38. Goodbye
39. Little Bit of Heaven
40. Sweet Memories
41. She's Always There
42. Too Much Love Makin'
43. Turn Me On
44. Be Mine
45. In All the Right Places
46. Wish It Could Always Be This Way
47. Gonna Try It Anyway [*]
48. Dream Away [*] (duet with Babyface)
49. So Natural [No Preservatives Mix by Roger Sanchez]
50. Never Gonna Fall
51. The Real Thing
52. I'm Leavin'
53. Suzanne
54. Never, Never Gonna Give You Up
55. Don't Cry for Me
56. The Line
57. The Very Thought of You
58. You Know How to Love Me
59. I Cried My Last Tear Last Night
60. Honest
61. Somewhere in Time
62. Got Me Missing You
63. Footsteps
64. People Hold On [Bootleg Mix] [*] (with Dirty Rotten Scoundrels)
65. Breathtaking [*]
66. Baby Come Back [*]
67. I've Got Something Better
68. Let's Just Call It Love
69. You Can Do That
70. How Could You?
71. Candy
72. I'm Coming to Get You
73. 8-3-1
74. Wish on Me
75. Boyfriend
76. Don't Leave Now I'm in Love
77. Didn't I
78. Face Up
79. When the Last Sun Goes Down
80. All Over Me [*]
81. Can't Wait To [*]
82. You Get Me [*]
83. There Was I [*]
84. Dirty Talk [*]
85. Answer [*][#]
86. Sing It [*]
87. Big Thing [*]
88. Tenderly [Live] [*]
89. Live Together/Young Hearts Run Free [Live] [*]
90. People Hold On [Full Length Disco Mix] [*]
91. Change [Driza Bone Remix] [*]
92. Live Together [Massive Attack Big Beat Mix] [*]

[*] Bonus tracks 
[#] Previously unreleased song.